# 清北

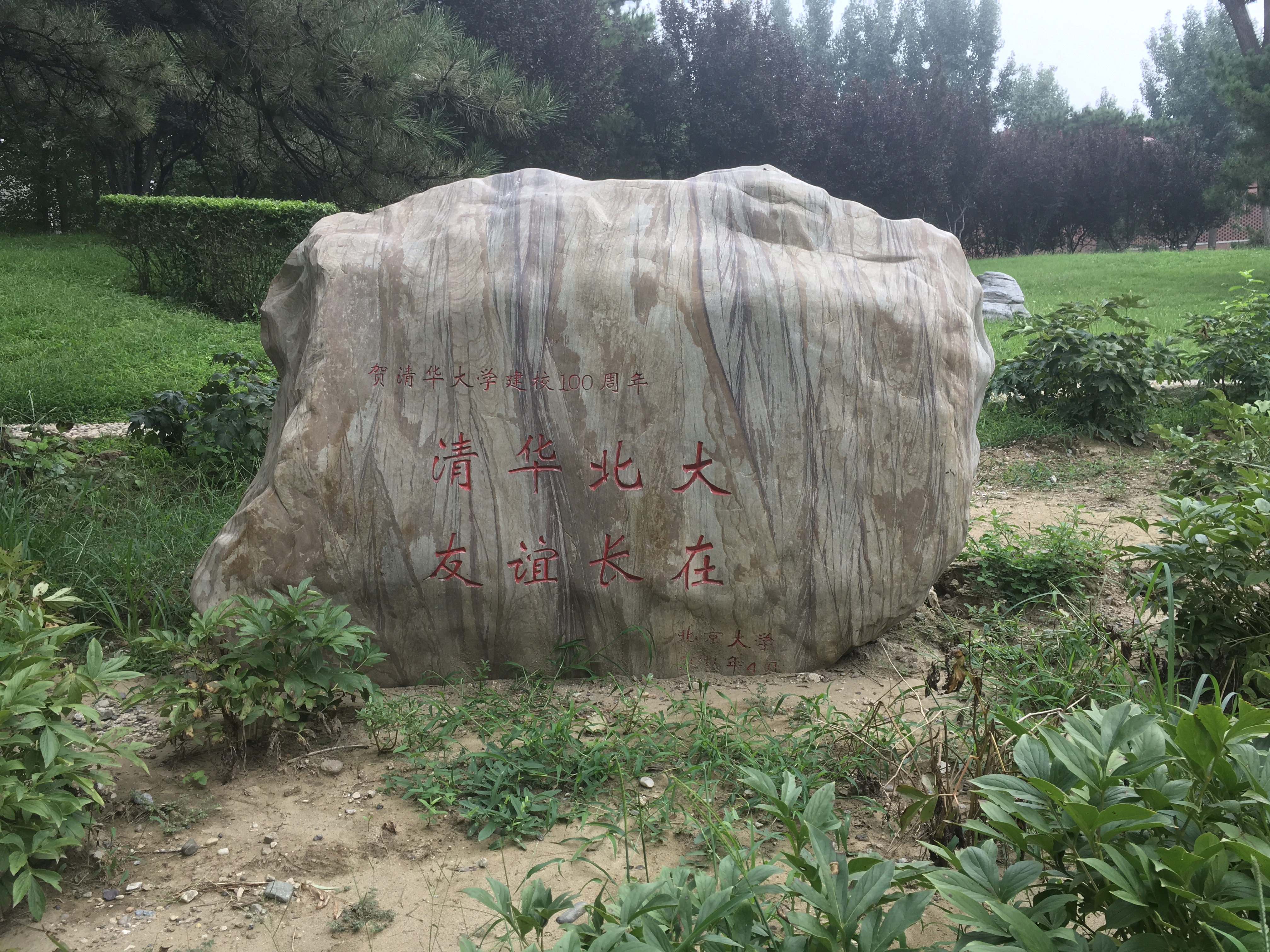
「清华北大友谊长在」石

清北或稱北清，是對中國大陸最頂尖的兩所學校清華大學和北京大學的並稱。

## 历史
兩校曾在抗日戰爭時期與南開大學組成西南聯合大學。中華人民共和國成立後，1952年進行院系調整，北大逐漸成為文理學院，清華成為工科院校，因此兩校在許多特質上，有許許多多不同之處。

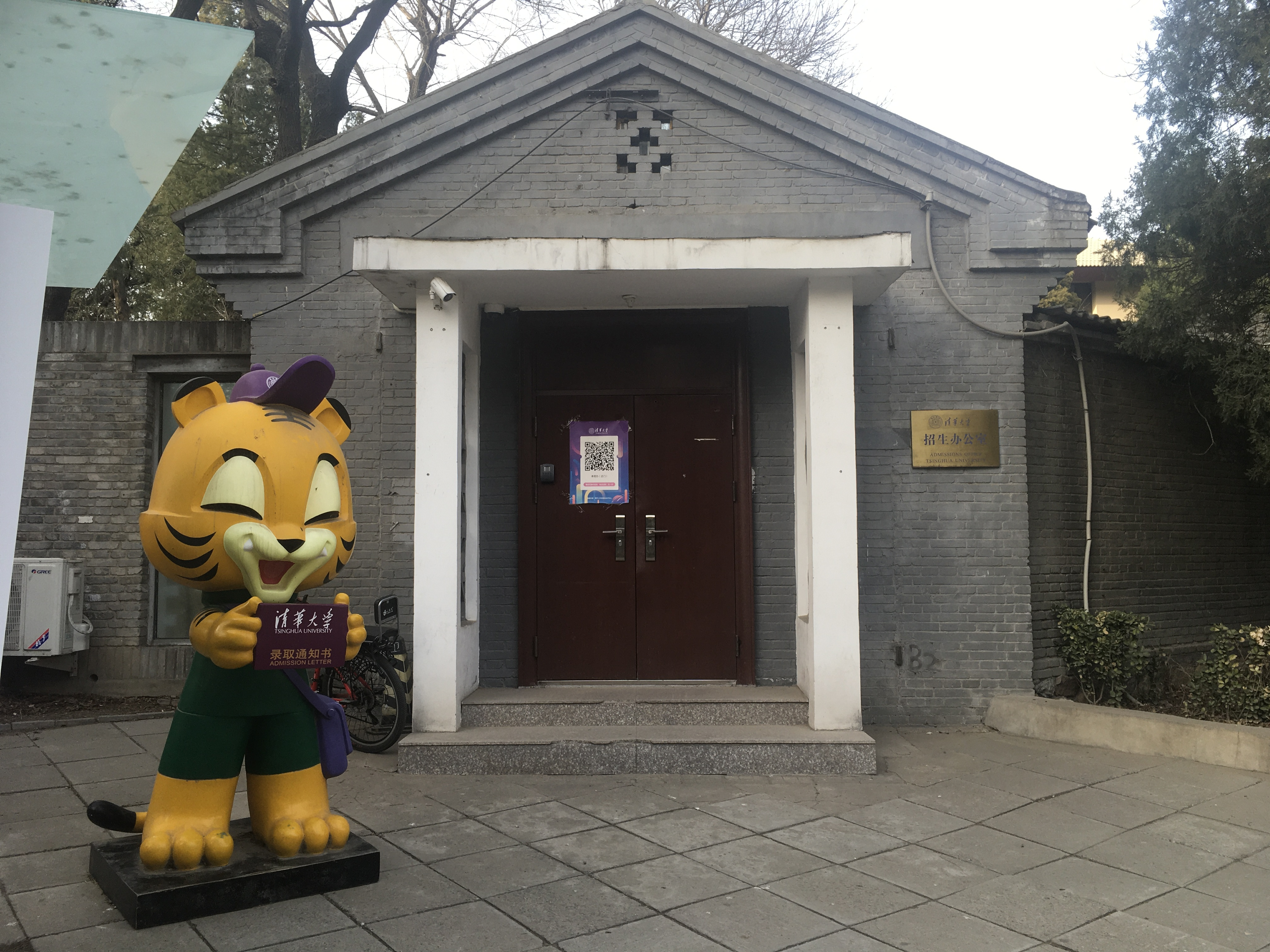
清華大學招生辦公室

## 两校之间的竞赛

### 赛艇
清华和北大在1999年开设“百年赛艇对抗赛”，原本计划将赛艇作为对外合作和交流的窗口。但比赛逐渐“变味”，由原本纯兴趣爱好，变成竞技对抗、长期封闭集训，2008、2009年的比赛中，清华和北大分别因使用违规运动员被取消资格，在2009年后赛艇对抗赛停办。